# Schoenoxiphium thunbergii
Schoenoxiphium thunbergii är en halvgräsart som beskrevs av Christian Gottfried Daniel Nees von Esenbeck. Schoenoxiphium thunbergii ingår i släktet Schoenoxiphium och familjen halvgräs.
Artens utbredningsområde är Swaziland. Inga underarter finns listade i Catalogue of Life.